# 제주 보육교사 살인 사건
제주 보육교사 살인 사건은 2009년 2월1일 새벽 제주시 용담동에서 어린이집 보육교사 이모씨가 실종된 후 2월 8일 제주시 애월읍 고내봉 인근 배수로에서 숨진 채 발견된 사건이다.

## 사건
택시기사 박모(50세)씨는 2009년 2월 1일 새벽 제주특별자치도 제주시 용담동에서 자신이 운행하는 택시에 탑승한 보육교사 이모씨(당시 27세 여성)을 성폭행 하려다 미수에 그치자 살해하고 애월읍 고내리의 배수로에 시신을 유기한 혐의로 구속기소 되었다.

## 수사
사건 발생 당시 경찰은 박씨를 유력 용의자로 지목했지만 직접 증거를 확보하지 못해 결국 풀어줬다. 박씨는 이듬해인 2010년 2월 제주를 떠나 여러 지역을 떠돌며 생활해 왔다. 이 사건은 '제주판 살인의 추억'으로 불리며 장기미제로 남아있었다.
경찰은 2016년 2월 장기미제 전담팀을 꾸리면서 수사를 재개했다. 경찰은 CCTV 속 노란색 캡이 달린 NF쏘나타 택시 동선을 재분석했다. 조건에 맞는 택시는 제주지역에서 18대 뿐이었다. 경우의 수를 재산정한 결과 모든 조건을 충족하는 택시는 박씨 뿐이었다. 경찰은 박씨의 차량 운전석과 좌석, 트렁크 등과 옷에서 이씨가 사망 당시 착용한 옷과 유사한 실오라기를 다량 발견, 미세증거 증폭 기술을 이용해 증거로 제시했다. 검찰은 1차 구속영장이 기각된 이후 전담수사팀을 구성해 보강수사를 진행, 이씨의 피부와 소지품에서도 박씨가 당시 착용한 것과 유사한 셔츠 실오라기를 찾았다. 당시 택시 이동 경로가 찍힌 폐쇄회로(CC) TV 증거를 토대로 사건 당일 박씨가 차량에서 이씨와 신체적 접촉을 했다고 판단하여 2018년 12월 21일 박씨를 구속했다.
제주지방검찰청은 2019년 1월 16일 2009년 발생한 보육교사 피살사건 피의자 박모(50)씨에 대해 강간살인 혐의로 구속기소했다.

## 판결
박모씨에 대한 1심 2차 공판은 2019년 4월 4일 오전 10시 30분 제주지방법원 201호 법정에서 진행되었다.
2019년 7월 11일 제주지방법원 형사2부는 박모씨에게 무죄를 선고하였다.
검사가 항소하여 항소심 재판이 진행되었으나 광주고법 제주 형사1부는 2020년 7월 8일 박모씨에게 무죄를 선고하였다.
검사가 상고하여 상고심이 진행되었으나 2021년 10월 28일 대법원 2부는 검사의 상고를 기각하여 박모씨에게 무죄가 확정되었다.